# Banja (Novi Pazar)
Novopazarska banja es un pueblo balneario situado en la municipalidad de Novi Pazar en Serbia.